# Сартаков Ігор Анатолійович
Ігор Анатолійович Сартаков (рос. Игорь Анатольевич Сартаков, нар. 2 січня 1965) — радянський та російський футболіст, що грав на позиції захисника та півзахисника. Відомий за виступами за барнаульське «Динамо», душанбинський «Памір» та алматинський «Кайрат». В Україні відомий за виступами у складі «Волині» та хмельницького «Поділля».

## Клубна кар'єра
Ігор Сартаков є вихованцем барнаульського «Динамо», і футбольну кар'єру розпочав у цьому клубі у 18-річному віці в 1983 році. Після річної перерви відновив виступи за клуб у 1985 році, і виступав за барнаульський клуб протягом чотирьох років. За цей час став одним із лідерів захисної ланки клубу, зігравши за 4 сезони 88 матчів за клуб із Алтаю.
На початку 1989 року Ігор Сартаков отримав запрошення від душанбинського «Паміру», який уперше вийшов до вищої ліги СРСР. У таджицькому клубі вже досвідчений захисник провів один сезон, і перейшов до клубу із сусідньої союзної республіки — алматинський «Кайрат», який у ці роки боровся за повернення до вищої союзної ліги. У команді з тогочасної столиці Казахстану Сартаков виступав до кінця 1991 року — часу завершення останнього чемпіонату СРСР.
Після розпаду СРСР Ігор Сартаков переїжджає грати до української першості. У сезоні 1992 року росіянин виступає за хмельницьке «Поділля» у першій українській лізі, а сезон 1992–1993 років розпочинає вже у вищоліговій «Волині». Після чотирьох матчів чемпіонату і одної гри на Кубок України Ігор Сартаков повертається до Хмельницького, де й завершує свою кар'єру гравця.
Після завершення кар'єри гравця Ігор Сартаков повертається до Барнаула, де працює одним із тренерів юнацького складу місцевого «Динамо».